# Episodi di Black-ish (prima stagione)
La prima stagione della serie televisiva Black-ish, composta da 24 episodi, è stata trasmessa negli Stati Uniti, da ABC, dal 24 settembre 2014 al 20 maggio 2015.
In Italia, la stagione viene trasmessa dal 10 settembre all'11 ottobre 2018 su Italia 1.
| nº | Titolo originale                    | Titolo italiano                              | Prima TV USA      | Prima TV Italia   |
| -- | ----------------------------------- | -------------------------------------------- | ----------------- | ----------------- |
| 1  | Pilot                               | Il sogno americano                           | 24 settembre 2014 | 10 settembre 2018 |
| 2  | The Talk                            | Il discorso                                  | 1º ottobre 2014   | 11 settembre 2018 |
| 3  | The Nod                             | Il gesto                                     | 8 ottobre 2014    | 12 settembre 2018 |
| 4  | Crazy Mom                           | Casalingo in carriera                        | 15 ottobre 2014   | 13 settembre 2018 |
| 5  | Crime and Punishment                | Delitto e castigo                            | 22 ottobre 2014   | 14 settembre 2018 |
| 6  | The Prank King                      | Il re degli scherzi                          | 29 ottobre 2014   | 17 settembre 2018 |
| 7  | The Gift of Hunger                  | Patire la fame                               | 12 novembre 2014  | 18 settembre 2018 |
| 8  | Oedipal Triangle                    | Il triangolo di Edipo                        | 19 novembre 2014  | 19 settembre 2018 |
| 9  | Colored Commentary                  | Squadra Johnson                              | 3 dicembre 2014   | 20 settembre 2018 |
| 10 | Black Santa/White Christmas         | Primo Babbo Natale nero della storia         | 10 dicembre 2014  | 21 settembre 2018 |
| 11 | Law of Attraction                   | Legge di attrazione                          | 7 gennaio 2015    | 24 settembre 2018 |
| 12 | Martin Luther Skiing Day            | Weekend sugli sci                            | 14 gennaio 2015   | 25 settembre 2018 |
| 13 | Big Night, Big Fight                | La serata dei litigi                         | 11 febbraio 2015  | 26 settembre 2018 |
| 14 | Andre From Marseille                | Andre da Marsiglia                           | 18 febbraio 2015  | 27 settembre 2018 |
| 15 | The Dozens                          | Gli insulti                                  | 25 febbraio 2015  | 28 settembre 2018 |
| 16 | Parental Guidance                   | Il rinnovo delle promesse                    | 4 marzo 2015      | 1º ottobre 2018   |
| 17 | 30 Something                        | Buon compleanno papà                         | 25 marzo 2015     | 2 ottobre 2018    |
| 18 | Sex, Lies and Vasectomies           | Il momento della verità                      | 1º aprile 2015    | 3 ottobre 2018    |
| 19 | The Real World                      | The real world                               | 8 aprile 2015     | 4 ottobre 2018    |
| 20 | Switch Hitting                      | Il vero nero                                 | 22 aprile 2015    | 5 ottobre 2018    |
| 21 | The Peer-ent Trap                   | I comandamenti di Dre                        | 29 aprile 2015    | 8 ottobre 2018    |
| 22 | Please Don't Ask, Please Don't Tell | Per favore non chiedere, per favore non dire | 6 maggio 2015     | 9 ottobre 2018    |
| 23 | Elephant in the Room                | Un repubblicano in casa                      | 13 maggio 2015    | 10 ottobre 2018   |
| 24 | Pops' Pops' Pops                    | L'albero genealogico                         | 20 maggio 2015    | 11 ottobre 2018   |

## Il sogno americano
- Titolo originale: Pilot
- Diretto da: James Griffiths
- Scritto da: Kenya Barris

### Trama
Dre attende una promozione che lo renderebbe il primo vicepresidente senior afroamericano nella sua azienda. Tuttavia è preoccupato di suo figlio Andre Jr. che per il suo tredicesimo compleanno si sta convertendo all'ebraismo per fare un Bar Mitzvah come tutti i suoi amici.
- Ascolti USA: telespettatori 11.040.000 – rating/share 18-49 anni.[2]
- Ascolti Italia: telespettatori 457.000 – share 4,08%.[3]

## Il discorso
- Titolo originale: The Talk
- Diretto da: Rebecca Asher
- Scritto da: Vijal Patel

### Trama
Dre decide di affrontare col figlio "il discorso" sul sesso, una decisione che presto verrà a rimpiangere quando sarà sommerso inaspettatamente da continue domande sul sesso da parte del suo curioso figlio.
- Ascolti USA: telespettatori 8.290.000 – rating/share 18-49 anni.[4]
- Ascolti Italia: telespettatori 432.000 – share 3,90%.[5]

## Il gesto
- Titolo originale: The Nod
- Diretto da: James Griffiths
- Scritto da: Kenya Barris

### Trama
Dre è in missione per aiutare Andre Jr. a fare amicizia con altri bambini neri. Nel frattempo, Rainbow vuole ispirare la piccola Diane a diventare un medico, così lei la porta a lavorare in ospedale.
- Ascolti Italia: telespettatori 404.000 – share 3,70%.[6]